# Maria Alm am Steinernen Meer
Maria Alm am Steinernen Meer – gmina w Austrii, w kraju związkowym Salzburg, w powiecie Zell am See. Liczy 2113 mieszkańców (1 stycznia 2015).